# Амурский сельский совет
Амурский сельский совет (укр. Амурська сільська рада, крымскотат. Alabaş Qoñrat köy şurası) — согласно законодательству Украины — административно-территориальная единица в Красногвардейском районе Автономной Республики Крым, расположенная в северо-западной части района в степной зоне полуострова. Население по переписи 2001 года — 4500 человек.
К 2014 году в состав сельсовета входило 6 сёл:
- Амурское
- Искра
- Новоалексеевка
- Новозуевка
- Новоивановка
- Цветково.

## История
Амурский сельсовет, судя по доступным источникам, был создан в 1950-х годах в составе Октябрьского района и на 15 июня 1960 года в нём числились следующие селения:

| - Амурское - Дивное - Звёздное - Искра - Крыловка - Куприно - Лазо | - Ленинское - Лермонтовка - Ломоносово - Новоалексеевка - Новоандреевка - Новозуевка - Новоивановка - Подсобное - Пролётное - Прямое | - Пятихлебное - Русское - Сухоречье - Харитоновка - Хлопковое - Хмельницкое - Цветково - Широкое |

Указом Президиума Верховного Совета УССР «Об укрупнении сельских районов Крымской области», от 30 декабря 1962 года, Октябрьский район был упразднён и территорию сельсовета разделили: Дивное, Куприно, Новоандреевку, Подсобное, Пролётное, Сухоречье, Харитоновку и Широкое передали в Симферопольский район, Лазо, Лермонтовку и Пятихлебное — в Белогорский. К 1968 году Хлопковое присоединили к Ленинскому, Русское — к Амурскому, Хмельницкое было ликвидировано. К 1977 году был создан Ленинский сельсовет, в который отошли Ленинское, Звёздное, Крыловка и Прямое, а Ломоносово упразднено и совет обрёл современный состав. С 12 февраля 1991 года сельсовет в восстановленной Крымской АССР, 26 февраля 1992 года переименованной в Автономную Республику Крым. С 21 марта 2014 года в составе Крыма аннексирован Россией. Законом «Об установлении границ муниципальных образований и статусе муниципальных образований в Республике Крым» от 4 июня 2014 года территория административной единицы была объявлена муниципальным образованием со статусом сельского поселения.